# Lisa Schmidla
Lisa Schmidla (Krefeld, 5 de junho de 1991) é uma remadora alemã, campeã olímpica.

## Carreira
Schmidla competiu nos Jogos Olímpicos de 2016, no Rio de Janeiro, onde conquistou a medalha de ouro com a equipe da Alemanha no skiff quádruplo.